# Porta San Francesco (Parme)
La Porta San Francesco est une porte de ville Renaissance survivante des murs détruits de Parme ; depuis 1866, elle est flanquée de la néoclassique barrière Bixio, située au bout de la rue du même nom dans le quartier Oltretorrente.

## Histoire
À l'initiative de la municipalité de Parme, les murs de la ville ont été agrandis en 1261 vers le sud de la zone de Capo di Ponte, jusqu'à incorporer l'église aujourd'hui disparue de San Francesco il Piccolo, qui à l'époque se trouvait au bout de la route homonyme. En même temps, la Porta San Francesco originale a été ouverte, positionnée approximativement en correspondance avec la barrière Bixio actuelle ; la structure permettait la sortie de la ville vers les possessions apennines et vers la Via Francigena et pour cette raison elle était traversée par de nombreux pèlerins venant du nord et se dirigeant vers Rome.
Vers le milieu du XVIe siècle, dans le cadre de la reconstruction des remparts de la ville pour les besoins défensifs de la nouvelle capitale du duché, la Porta Santa Croce voisine a été entièrement reconstruite, tandis que la Porta San Francesco médiévale a été fermée.
En 1562, le duc Octave Farnèse fit construire une nouvelle Porta San Francesco de style Renaissance, légèrement plus à l'ouest que la précédente, car le bastion pentagonal du même nom qui se trouvait à côté fut également reconstruit ; ainsi l'édifice, achevé en 1563, se trouvait dans une position désaxée par rapport à la route.
En 1860, les besoins défensifs des murs de la ville n'existaient plus, le dictateur d'Emilie Luigi Carlo Farini décida de transformer les cinq portes d'entrée en barrières douanières. Prévoyant également la démolition du bastion de San Francesco, il annonça un concours pour la construction d'un édifice monumental célébrant l'annexion de Parme au royaume d'Italie ; la nouvelle structure aurait dû occuper l'espace laissé libre par le rempart, de manière à être en parfait alignement avec la route, qui, pour cette raison, a été nommée d'après le roi Vittorio Emanuele II. La municipalité a jugé gagnant le projet de l'architecte Angelo Angelucci da Todi, qui comprenait également la construction de la grande place extérieure, à l'intersection des différentes voies d'accès. L'inauguration de la nouvelle barrière Vittorio Emanuele II a eu lieu solennellement le 4 novembre 1866, même si le monument au Roi au centre de la place n'a jamais été construit.
En 1882, l'administration municipale nomma la barrière et la route au patriote italien Nino Bixio, tandis qu'elle dédia l'actuelle route de la République à Vittorio Emanuele II.
En 1908, la municipalité a décidé de démolir l'ensemble des murs de la zone sud-ouest, mais a sauvegardé la porte du XVIe siècle et la barrière monumentale du XIXe siècle, à côté desquelles le complexe des tramways électriques de Parme a été construit par la province de Parme ; le bâtiment du XIXe siècle à l'est servait de gare voyageurs et a été agrandi sur l'arrière d'un petit corps supplémentaire, destiné à la surveillance de l'entrée des voies.
En 1995, le bâtiment Renaissance a été restauré et donné au club récréo-culturel Famija Pramzana.
En 1997, la barrière et la place intérieure du nom de Tommaso Barbieri depuis 1951, sont entièrement réaménagées, avec la construction d'un grand cadran solaire au centre du rond-point.

### Porte San Francesco

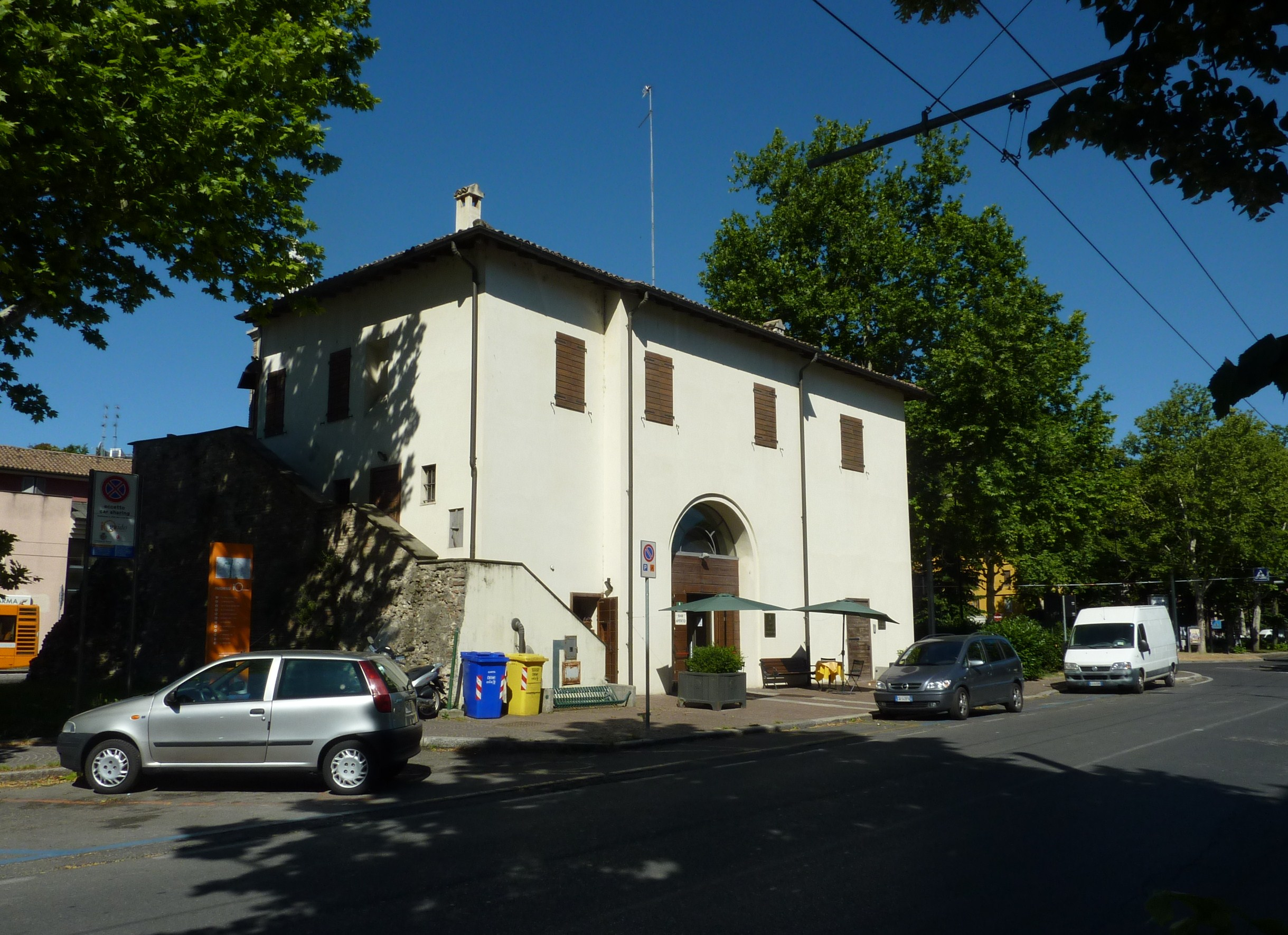
Côté intérieur de la Porta San Francesco.

Le bâtiment est isolé à l'ouest de la barrière Bixio du XIXe siècle, à la suite de la démolition des murs en 1908.

### Barrière Bixio

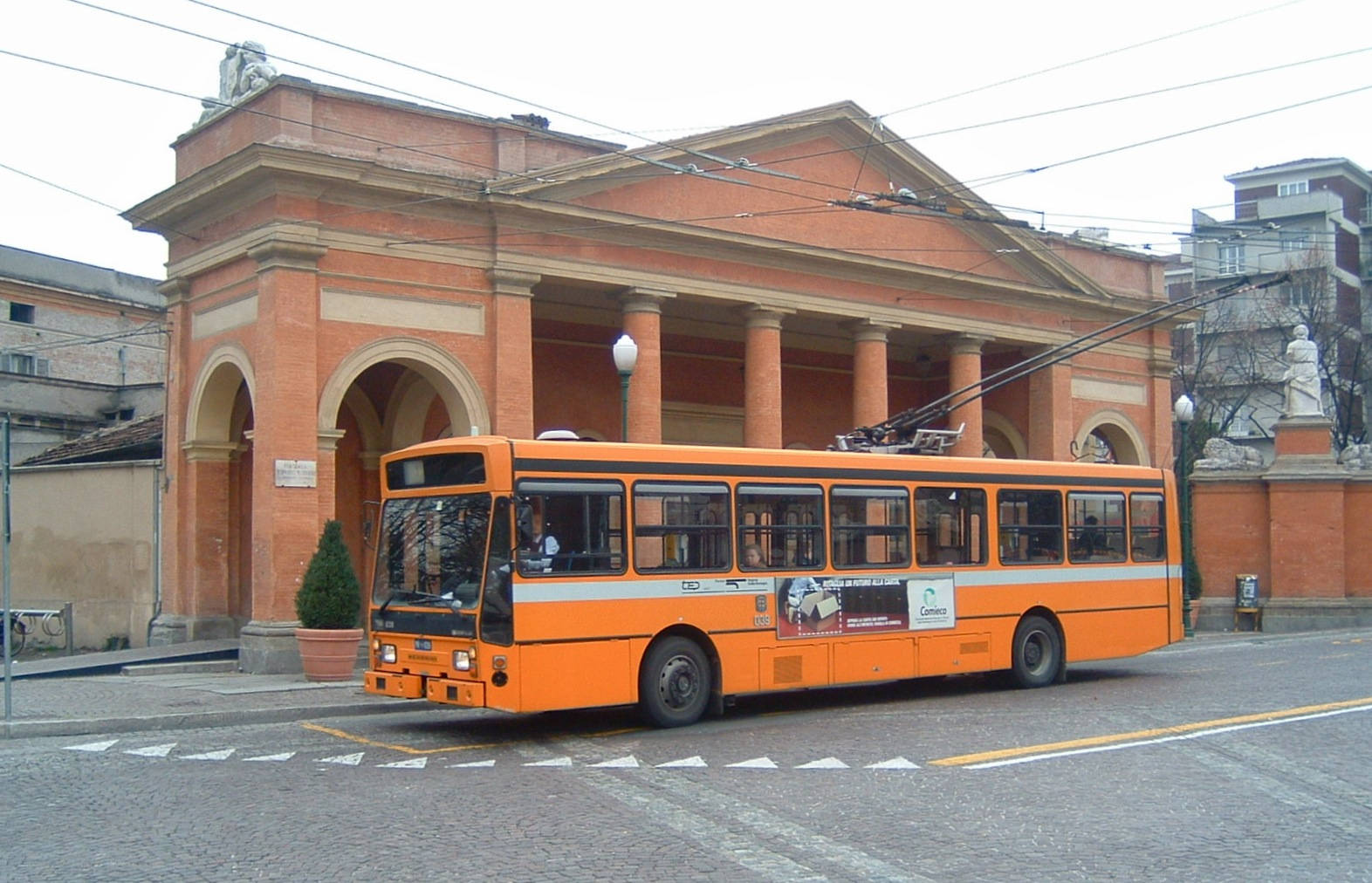
Le bâtiment à l'est de la barrière Bixio.

La barrière néoclassique se compose de trois portes en fer incurvées, soutenues par quatre piliers massifs ; sur les côtés sont opposés symétriquement deux bâtiments jumeaux développés sur des plans en forme de T.
Les piliers en briques sont divisés symétriquement en trois parties, dont la centrale est plus haute ; au milieu se détachent un total de quatre statues en pierre de Vicence, représentant autant de figures humaines assises, allégoriques des quatre régions qui en 1860 constituaient le royaume d'Italie ; sur les côtés de chacune d'elles sont placées en position basse deux sculptures opposées, représentant des lions accroupis.
Les bâtiments jumeaux, également en brique, se caractérisent par le portique monumental qui s'élève au milieu des façades principales, avec des éléments néoclassiques ; une haute colonnade dorique soutient l'entablement, surmonté d'un large fronton triangulaire ; au-dessus des murs de couronnement, d'autres statues en pierre de Vérone sont positionnées aux extrémités, représentant des couples d'angelots couchés, tenant les grandes armoiries de la maison de Savoie sur l'édifice à l'Ouest et de la ville de Parme sur celui à l'Est. Sur l'arrière du bâtiment oriental s'élève en parfaite continuité stylistique le petit corps ajouté en 1910, à l'extérieur duquel figure une plaque commémorative des conducteurs de tramway tombés pendant la Première Guerre mondiale, posée là en 1923 ; toujours adjacent à la face arrière se trouve l'ancien bâtiment de la direction des Tramways Électriques de Parme, achevé en 1910.